# Videografia de Homem-Aranha
Este anexo é uma lista de DVDs da série de filmes de Homem-Aranha lançados nos Estados Unidos e no Brasil.

## Coleção
| Título                                                                   | Lançamento                                                            | Filmes | Nº de Discos | Versão  | Exclusivo |
| ------------------------------------------------------------------------ | --------------------------------------------------------------------- | --- | ------------ | ------- | --------- |
| Spider-Man 6 Film Collection (DVD) Homem Aranha - Coleção 6 Filmes (DVD) | Estados Unidos: 18 de outubro de 2017 · Brasil: 25 de outubro de 2017 | Homem-Aranha Homem-Aranha 2 Homem-Aranha 3 The Amazing Spider-Man The Amazing Spider-Man 2 Spider-Man: Homecoming | 6            | DVD     |           |
| Coleção Homem-Aranha - Box Blu-Ray 6 Filmes (Blu-Ray)                    | Estados Unidos: 18 de outubro de 2017 · Brasil: 25 de outubro de 2017 | Homem-Aranha Homem-Aranha 2 Homem-Aranha 3 The Amazing Spider-Man The Amazing Spider-Man 2 Spider-Man: Homecoming | 6            | Blu-Ray |           |

## Universo Cinematográfico Marvel

### Spider-Man: Homecoming (2017)
| Título | Lançamento                                                            | Nº de Discos | Versão                               | Extras | Exclusivo |
| --- | --------------------------------------------------------------------- | ------------ | ------------------------------------ | --- | --------- |
| Spider-Man: Homecoming (DVD + Digital HD with Ultravio Blu-ray)                                                   | Estados Unidos: 17 de outubro de 2017                                 | 2            | DVD + Digital HD + Blu-ray           | Estados Unidos Featurettes: - O Abutre começa a voar - Acrobacias do Aranha - Uma teia emaranhada - Busca pelo Homem-Aranha - Consequência - Jon Watts: Chefe da Classe - Alimento para o pensamento - Poder do cérebro - Seu corpo em mudança Cenas deletadas e estendidas: - Um filme de Peter Parker (versão do diretor) - Cafeteria - Retorno de ATM - Limpeza de Triskelion - Toomes ansioso - Vá sozinho - Happy liga para sua mãe - Parte final do Midtown News - Lições de amor do Sr. Harrington - Aaron continua preso Erros de gravação · Prévia de Marvel's Homem-Aranha no Playstation · Trailer em realidade virtual de Spider-Man: Homecoming                                                                     |           |
| Spider-Man: Homecoming - 4K Ultra HD (Blu-Ray + Digital HD with Ultravio 4K)                                      | Estados Unidos: 17 de outubro de 2017                                 | 2            | Blu-Ray + Digital HD + 4K            | Estados Unidos Featurettes: - O Abutre começa a voar - Acrobacias do Aranha - Uma teia emaranhada - Busca pelo Homem-Aranha - Consequência - Jon Watts: Chefe da Classe - Alimento para o pensamento - Poder do cérebro - Seu corpo em mudança Cenas deletadas e estendidas: - Um filme de Peter Parker (versão do diretor) - Cafeteria - Retorno de ATM - Limpeza de Triskelion - Toomes ansioso - Vá sozinho - Happy liga para sua mãe - Parte final do Midtown News - Lições de amor do Sr. Harrington - Aaron continua preso Erros de gravação · Prévia de Marvel's Homem-Aranha no Playstation · Trailer em realidade virtual de Spider-Man: Homecoming                                                                     |           |
| Spider-Man: Homecoming (DVD) Homem-Aranha - De Volta ao Lar (DVD)                                                 | Estados Unidos: 17 de outubro de 2017 · Brasil: 17 de outubro de 2017 | 1            | DVD                                  | Brasil Featurettes: - O Abutre começa a voar - Acrobacias do Aranha - Uma teia emaranhada - Busca pelo Homem-Aranha - Consequência - Jon Watts: Chefe da Classe - Alimento para o pensamento - Poder do cérebro - Seu corpo em mudança Cenas deletadas e estendidas: - Um filme de Peter Parker (versão do diretor) - Cafeteria - Retorno de ATM - Limpeza de Triskelion - Toomes ansioso - Vá sozinho - Happy liga para sua mãe - Parte final do Midtown News - Lições de amor do Sr. Harrington - Aaron continua preso Erros de gravação · Prévia de Marvel's Homem-Aranha no Playstation · Trailer em realidade virtual de Spider-Man: Homecoming                                                                             |           |
| Homem-Aranha: De Volta ao Lar (Blu-Ray)                                                                           | Estados Unidos: 17 de outubro de 2017 · Brasil: 17 de outubro de 2017 | 1            | Blu-Ray                              | Brasil Featurettes: - O Abutre começa a voar - Acrobacias do Aranha - Uma teia emaranhada - Busca pelo Homem-Aranha - Consequência - Jon Watts: Chefe da Classe - Alimento para o pensamento - Poder do cérebro - Seu corpo em mudança Cenas deletadas e estendidas: - Um filme de Peter Parker (versão do diretor) - Cafeteria - Retorno de ATM - Limpeza de Triskelion - Toomes ansioso - Vá sozinho - Happy liga para sua mãe - Parte final do Midtown News - Lições de amor do Sr. Harrington - Aaron continua preso Erros de gravação · Prévia de Marvel's Homem-Aranha no Playstation · Trailer em realidade virtual de Spider-Man: Homecoming                                                                             |           |
| Spider-Man: Homecoming (Blu-ray + Digital Copy + Blu-ray 3D) Homem-Aranha: De Volta ao Lar (Blu-ray + Blu-ray 3D) | Estados Unidos: 17 de outubro de 2017 · Brasil: 17 de outubro de 2017 | 2            | Blu-Ray + Blu-Ray 3D                 | Brasil Featurettes: - O Abutre começa a voar - Acrobacias do Aranha - Uma teia emaranhada - Busca pelo Homem-Aranha - Consequência - Jon Watts: Chefe da Classe - Alimento para o pensamento - Poder do cérebro - Seu corpo em mudança Cenas deletadas e estendidas: - Um filme de Peter Parker (versão do diretor) - Cafeteria - Retorno de ATM - Limpeza de Triskelion - Toomes ansioso - Vá sozinho - Happy liga para sua mãe - Parte final do Midtown News - Lições de amor do Sr. Harrington - Aaron continua preso Erros de gravação · Prévia de Marvel's Homem-Aranha no Playstation · Trailer em realidade virtual de Spider-Man: Homecoming                                                                             |           |
| Spider-Man: Homecoming - 4K Exclusive Steelbook (4K Ultra HD + Blu-Ray + Digital Copy)                            | Estados Unidos: 17 de outubro de 2017                                 | 2            | 4K Ultra HD + Blu-ray + Digital Copy | Estados Unidos · Brasil Disco 1: · Featurettes: - O Abutre começa a voar - Acrobacias do Aranha - Uma teia emaranhada - Busca pelo Homem-Aranha - Consequência - Jon Watts: Chefe da Classe - Alimento para o pensamento - Poder do cérebro - Seu corpo em mudança Cenas deletadas e estendidas: - Um filme de Peter Parker (versão do diretor) - Cafeteria - Retorno de ATM - Limpeza de Triskelion - Toomes ansioso - Vá sozinho - Happy liga para sua mãe - Parte final do Midtown News - Lições de amor do Sr. Harrington - Aaron continua preso Erros de gravação · Prévia de Marvel's Homem-Aranha no Playstation · Trailer em realidade virtual de Spider-Man: Homecoming · Disco 2: · Galeria dos Vilões do Homem-Aranha | Steelbook |
| Homem-Aranha: De Volta ao Lar - Edição Especial Limitada Steelbook (Blu-ray)                                      | Brasil: 25 de outubro de 2017                                         | 2            | Blu-Ray                              | Estados Unidos · Brasil Disco 1: · Featurettes: - O Abutre começa a voar - Acrobacias do Aranha - Uma teia emaranhada - Busca pelo Homem-Aranha - Consequência - Jon Watts: Chefe da Classe - Alimento para o pensamento - Poder do cérebro - Seu corpo em mudança Cenas deletadas e estendidas: - Um filme de Peter Parker (versão do diretor) - Cafeteria - Retorno de ATM - Limpeza de Triskelion - Toomes ansioso - Vá sozinho - Happy liga para sua mãe - Parte final do Midtown News - Lições de amor do Sr. Harrington - Aaron continua preso Erros de gravação · Prévia de Marvel's Homem-Aranha no Playstation · Trailer em realidade virtual de Spider-Man: Homecoming · Disco 2: · Galeria dos Vilões do Homem-Aranha | Steelbook |
| Spider-Man: Homecoming - Exclusive Mask Case Includes 4K UHD Digital (4K Ultra HD + Blu-ray + Digital Copy)       | Estados Unidos: 17 de outubro de 2017                                 | 2            | 4K Ultra HD + Blu-ray + Digital Copy | Estados Unidos · Brasil Disco 1: · Featurettes: - O Abutre começa a voar - Acrobacias do Aranha - Uma teia emaranhada - Busca pelo Homem-Aranha - Consequência - Jon Watts: Chefe da Classe - Alimento para o pensamento - Poder do cérebro - Seu corpo em mudança Cenas deletadas e estendidas: - Um filme de Peter Parker (versão do diretor) - Cafeteria - Retorno de ATM - Limpeza de Triskelion - Toomes ansioso - Vá sozinho - Happy liga para sua mãe - Parte final do Midtown News - Lições de amor do Sr. Harrington - Aaron continua preso Erros de gravação · Prévia de Marvel's Homem-Aranha no Playstation · Trailer em realidade virtual de Spider-Man: Homecoming · Disco 2: · Galeria dos Vilões do Homem-Aranha |           |